# ルナパーク (浅草)

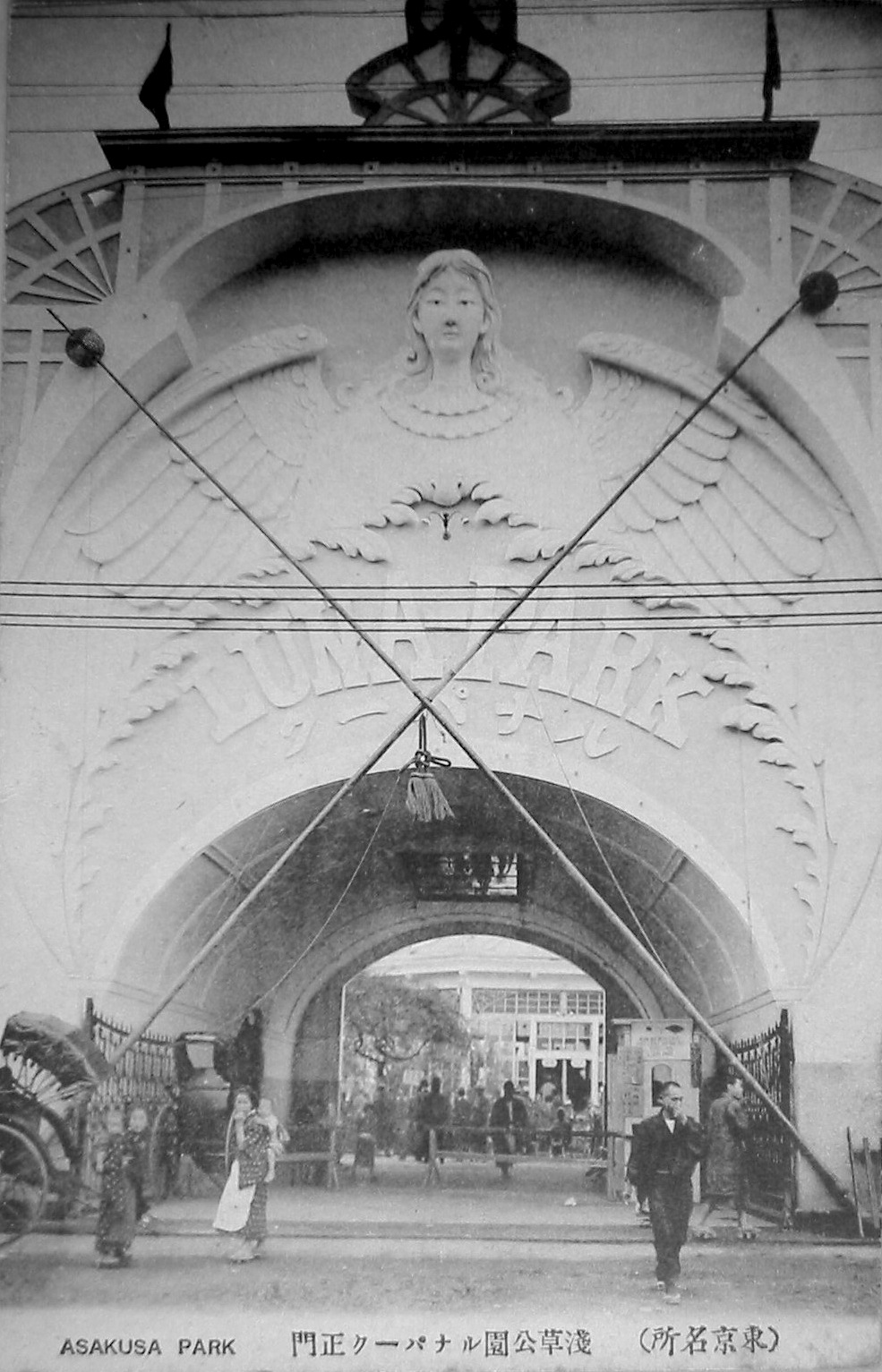
浅草公園ルナパーク正門

浅草公園ルナパーク（あさくさこうえんルナパーク）は、日本で最初にできたルナパークの名前を冠する遊園地である。東京・浅草公園六区で1910年に開業し、1911年に閉園した。

## 概要
河浦謙一の映画会社である吉沢商店によって建設され所有されていた。ニューヨークのコニーアイランドに1903年に開業したルナパーク (en) を模して設計。
1910年（明治43年）9月10日、「日本パノラマ館」の跡地約1,200坪、東京市浅草区公園六区（現在の台東区浅草1丁目43番）で開業。
夜間も開いている「月の公園」といわれ、高さ15mの人工山と瀑布、天文館、木馬館（メリーゴーラウンド）、汽車活動写真館、映画館（帝国館）、飲食店などを設けた。
人気があり盛況であったが、1911年4月29日に漏電が原因で火災により焼失、僅か8ヶ月のみの営業であった。
ちなみに、1907年に上野公園で開かれた「東京勧業博覧会」で建てられ有名になった観覧車は、浅草公園ルナパークに移設された。
上記の火災とほぼ同時期に、河浦の所有する大阪の映画館二件も不審火で焼失した。原因は放火だったとされている。
この三件の火災により吉沢商店は苦境に陥り、アメリカから進出してくる海外映画産業などとの競争が厳しい状況となった。河浦はM・パテー商会のオーナーである梅屋庄吉に吉沢商店を375,000ドルで売却した。そして河浦は、新しいルナパークを東京ではなく大阪に建設することを決めた。大阪新世界のルナパークは1912年に開園し、1923年に閉園した。